# Фінал Ліги Європи УЄФА 2022
Фінал Ліги Європи УЄФА 2022 — 51-й фінал Кубка УЄФА та 13-й у зміненому форматі. Відбувся 18 травня 2022 року у Севільї (Іспанія) на стадіоні «Рамон Санчес Пісхуан».
Спочатку матч було заплановано провести на «Пушкаш Арені» у Будапешті (Угорщина). Проте, через відстрочку та перенесення фіналу 2020 року до Кельну через пандемію COVID-19, господарі, які мали приймати фінали з 2020 по 2023 роки, натомість мають приймати фінали наступного сезону. Таким чином, Севілья, яка мала приймати фінал 2021 року, стала господарем фіналу 2022 року.

## Команди
У таблиці нижче фінали до 2009 року з епохи Кубка УЄФА, а з 2010 року — з епохи Ліги Європи УЄФА.
| Команда              | Попередні виступи (жирним шрифтом виділені перемоги) |
| -------------------- | ---------------------------------------------------- |
| Айнтрахт (Франкфурт) | 1 (1980)                                             |
| Рейнджерс            | 1 (2008)                                             |

## Місце проведення
Стадіон «Рамон Санчес Пісхуан» знаходиться в іспанському місті Севілья. Стадіон є домашньою ареною футбольного клубу «Севілья». Стадіон вміщує 43 833 глядачів.
На цьому стадіоні проходили матчі Чемпіонату світу ФІФА 1982 та незліченна кількість домашніх матчів ФК «Севілья» у єврокубках. Також на стадіоні «Рамон Санчес Пісхуан» час від часу грає свої домашні матчі збірна Іспанії (наприклад, матч відбору до Євро-2016 проти України).

## Шлях до фіналу
Примітка: У всіх результатах, поданих нижче, голи фіналістів подаються першими, натомість де відбувався матч вказано в дужках (д: вдома; г: в гостях; н: на нейтральному полі).
| Поз | Команда              | І | О  |
| --- | -------------------- | - | -- |
| 1   | Айнтрахт (Франкфурт) | 6 | 12 |
| 2   | Олімпіакос           | 6 | 9  |
| 3   | Фенербахче           | 6 | 6  |
| 4   | Антверпен            | 6 | 5  |

| Поз | Команда   | І | О  |
| --- | --------- | - | -- |
| 1   | Ліон      | 6 | 16 |
| 2   | Рейнджерс | 6 | 8  |
| 3   | Спарта    | 6 | 7  |
| 4   | Брондбю   | 6 | 2  |

## Матч
| 18 травня 2022 22:00 (21:00 CEST) |

| Айнтрахт (Франкфурт)                       | 1:1      | Рейнджерс                                   |
| ------------------------------------------ | -------- | ------------------------------------------- |
| - Борре 69'                                | Протокол | - Айоделе-Арібо 57'                         |
|                                            | Пенальті |                                             |
| - Ленц - Грустич - Камада - Костич - Борре | 5:4      | - Таверньєр - Девіс - Арфілд - Ремзі - Руфі |

| Рамон Санчес Пісхуан, Севілья Глядачів: 38 842 Арбітр: Славко Винчич (Словенія) |

| Айнтрахт | Рейнджерс |

| ВР             | 1  | Кевін Трапп          |  |      |
| ЗХ             | 35 | Тута                 |  | 58'  |
| ЗХ             | 18 | Альмамі Туре         |  |      |
| ЗХ             | 2  | Еван Н'Діка          |  | 100' |
| ПЗ             | 36 | Ансгар Кнауфф        |  |      |
| ПЗ             | 8  | Джибріль Соу         |  | 106' |
| ПЗ             | 17 | Себастьян Роде ()    |  | 90'  |
| ПЗ             | 10 | Филип Костич         |  |      |
| ПЗ             | 29 | Єспер Ліндстрем      |  | 70'  |
| ПЗ             | 15 | Камада Дайті         |  |      |
| НП             | 19 | Рафаель Сантос Борре |  |      |
| Заміни:        |    |                      |  |      |
| ВР             | 31 | Єнс Граль            |  |      |
| ЗХ             | 22 | Тімоті Чендлер       |  |      |
| ЗХ             | 24 | Данні да Коста       |  |      |
| ЗХ             | 25 | Крістофер Ленц       |  | 100' |
| ПЗ             | 6  | Кристиян Якич        |  | 90'  |
| ПЗ             | 7  | Айдин Грустич        |  | 106' |
| ПЗ             | 20 | Хасебе Макото        |  | 58'  |
| ПЗ             | 27 | Аймен Баркок         |  |      |
| НП             | 9  | Сам Ламмерс          |  |      |
| НП             | 21 | Рагнар Ахе           |  |      |
| НП             | 23 | Єнс Петтер Гауге     |  | 70'  |
| НП             | 39 | Гонсалу Пасієнсія    |  |      |
| Тренер:        |    |                      |  |      |
| Олівер Гласнер |    |                      |  |      |

| ВР                      | 1  | Аллан Макгрегор     |     |      |      |
| ЗХ                      | 2  | Джеймс Таверньєр () |     |      |      |
| ЗХ                      | 6  | Коннор Голдсон      |     |      |      |
| ЗХ                      | 3  | Келвін Бессі        |     |      |      |
| ЗХ                      | 31 | Борна Баришич       |     | 117' |      |
| ПЗ                      | 8  | Раян Джек           |     | 74'  |      |
| ПЗ                      | 4  | Джон Ландстрем      |     |      |      |
| ПЗ                      | 14 | Раян Кент           |     |      |      |
| ПЗ                      | 23 | Скотт Райт          | 73' | 74'  |      |
| ПЗ                      | 18 | Глен Камара         |     | 90'  |      |
| НП                      | 17 | Джо Айоделе-Арібо   | 62' | 101' |      |
| Заміни:                 |    |                     |     |      |      |
| ВР                      | 28 | Роббі Маккрорі      |     |      |      |
| ВР                      | 33 | Джон Маклафлін      |     |      |      |
| ЗХ                      | 26 | Леон Балогун        |     |      |      |
| ЗХ                      | 43 | Леон Кінг           |     |      |      |
| ПЗ                      | 9  | Амад Діалло         |     |      |      |
| ПЗ                      | 10 | Стівен Девіс        |     | 74'  |      |
| ПЗ                      | 16 | Аарон Ремзі         |     |      | 117' |
| ПЗ                      | 19 | Джеймс Сендс        |     | 101' |      |
| ПЗ                      | 37 | Скотт Арфілд        |     | 90'  |      |
| ПЗ                      | 51 | Алекс Лоурі         |     |      |      |
| НП                      | 25 | Кемар Руфі          |     | 117' |      |
| НП                      | 30 | Фешн Сакала         |     | 74'  | 117' |
| Тренер:                 |    |                     |     |      |      |
| Джованні ван Бронкгорст |    |                     |     |      |      |

| Помічники арбітра: Томаж Кланчник (Словенія) Андраж Ковачич (Словенія) Четвертий арбітр: Срджан Йованович (Сербія) Відеоасистент арбітра: Пол ван Букел (Нідерланди) Відеоасистенти: Юре Прапротник (Словенія) Алехандро Ернандес Ернандес (Іспанія) Роберто Діас Перес дель Паломар (Іспанія) | Регламент - 90 хвилин. - 30 хвилин додаткового часу за необхідності. - Серія пенальті за необхідності. - По дванадцять запасних гравців. - Максимум три заміни гравців від кожної команди посеред матчу та четверта у разі додаткового часу. |